# Mouvement international du Graal
Pour les articles homonymes, voir MIG.
Le Mouvement international du Graal fait partie des différents mouvements se fondant sur les enseignements de l'ouvrage Dans la lumière de la Vérité - Message du Graal de Abd-ru-shin, nom de plume de Oskar Ernst Bernhardt, écrivain allemand (1875-1941). Dans son œuvre, il est le Fils de l'Homme qui devait venir pour le Jugement,,,,,,,,,. Le Mouvement international du Graal garde une certaine discrétion concernant le rôle messianique exact d'Abd-ru-shin.
Ce mouvement, se disant d'inspiration chrétienne et considérant Jésus comme le Fils de Dieu, considère Lao-Tseu, Zoroastre, Mahomet, Bouddha... comme des précurseurs de la Vérité envoyés par Dieu vers différents peuples à leur époque. La réincarnation fait également partie de l'enseignement du Message du Graal.
Interné puis déplacé par le régime nazi, l'auteur du Message du Graal mourut en résidence surveillée en 1941.

## Fondation
Le Mouvement international du Graal, dans sa forme actuelle, fut fondé après la fin de la Seconde Guerre mondiale, en 1946, cinq ans après la mort de l'auteur du Message du Graal des suites de son internement. Cette fondation fut entreprise par ses héritiers.
Historiquement, c’est au cours de l’année 1928 que se formèrent les premiers « cercles de lecteurs » qui n’étaient pas encore des associations déclarées. En 1932 fut fondé à Berlin la Société naturo-philosophique des adhérents du Graal (association déclarée) par des adeptes du Message du Graal, écrit par Oskar Ernst Bernhardt sous le nom de plume de Abd-ru-shin. Des organismes semblables furent fondés dans d’autres villes et pays. En 1938 furent dissoutes par le régime nazi toutes les organisations liées à l'enseignement du Message du Graal.

## Les autres groupements indépendants
Actuellement, d'autres groupements, indépendants les uns des autres, se réclament de l'enseignement du Message du Graal. Par exemple :
- le Gralswerk/Verlag Alexander Bernhardt (Autriche, Tyrol, Vomperberg et représenté par Siegfried Bernhard) ;
- l'Ordem do Graal na Terra (Brésil) ;
- Un petit groupe se réclamant du Message du Graal en République tchèque ;
- L'ordre du Graal sur Terre (à Pleudaniel)[12]
- Différentes dissidences dont « Le Grand Logis »

## Controverses
En France, en 1995 et 1999, le Mouvement international du Graal est répertorié par des commissions d'enquête parlementaires destinées à cette tâche comme l'objet de dérives sectaires.
Deux médecins homéopathes adeptes d'une des organisations ont fait l'objet en France de sanction pour « défaut de soin » à une patiente gravement malade (interdiction par l'Ordre des médecins d'exercer la médecine pendant 3 ans).
En France ce mouvement est suspecté d’être une secte. Présent dans le premier rapport de la commission d’enquête parlementaire sur les sectes de 1995 il sera régulièrement pointé par la MIVILUDES pour ses pratiques visant à séparer ses adeptes de leur famille si elles ne sont pas croyantes, voir Commissions d'enquête parlementaires sur les sectes en France,.

## Publications
Les Éditions du Graal, liées au Mouvement international du Graal et à la Fondation du Graal, publient l'ouvrage Dans la Lumière de la Vérité - Message du Graal de Abd-ru-shin, ainsi que toutes les œuvres associées. Précédemment, de 1956 au premier trimestre 2015, elles publient la revue trimestrielle Monde du Graal, à destination de l'ensemble de l'espace francophone, la revue GralsWelt à destination du monde germanophone, et la revue GrailWord à destination du monde anglophone, aux côtés de quelques autres revues dans d'autres langues. La publication de ces revues est aujourd'hui arrêtée.
Parallèlement à ces publications associées au Mouvement international du Graal existent d'autres maisons d'édition de par le monde diffusant l’œuvre de Abd-ru-shin.